# 弓鞋
弓鞋，是臺灣南投縣名間鄉的一個傳統地域名稱，位於該鄉西部偏南。相較於今日行政區，其範圍大致包括三崙村、松山村北端、松柏村北部。

## 歷史
台灣清治末期至日治初期，赤水地區為一街庄，稱為「赤水庄」，隸屬於武東堡。該庄北與赤水庄為鄰，東與頂新厝庄為鄰，南邊為松柏坑庄，西南邊為十五庄，西邊為內灣庄。
1901年（日治明治三十四年）11月，全台廢縣廳改設二十廳，該庄隸屬於南投廳。1903年（明治三十六年）6月，該庄編入「皮仔寮區」，隸屬於南投廳。1909年（明治四十二年）10月，合併二十廳為十二廳，皮仔寮區仍隸屬於南投廳。1920年（大正九年），全台地方制度大改正，廢十二廳改設五州二廳，該庄改制為「赤水」大字，隸屬於臺中州南投郡名間庄。
戰後名間庄改制為名間鄉，隸屬於臺中縣，大字亦改制為村。1950年10月，中、彰、投分治，名間鄉改隸屬南投縣。

## 聚落
本地區發展較早的聚落有弓鞋、粗坑、口藔、木雕崙、三條崙（頂內寮）、內藔（三崙尾）等，在日治期初期的官方地圖上已有記載。此外，本地區尚有中庄聚落。

## 交通
縣道139乙線（名松路二段）是橫山至名間的道路，大致以東北—西南走向由弓鞋地區北部邊界西側入境後繞大彎轉東南東，再轉南南東蜿蜒而行，經口寮聚落、弓鞋國小後於本地區南部邊界中央偏西處出境。由該道路向東北轉北可前往赤水、皮子寮、廍下、許厝寮東端、許厝寮與西施厝坪交界地帶、西施厝坪地區南部橫山聚落北郊並止於縣道139號轉角路口；向東南可前往松柏坑、頂新厝、名間市區並止於省道台3線路口。
鄉道投36-1線是口寮至出林虎的道路，其西側端點位於本地區中央偏西口寮聚落的縣道139乙線路口。由此向東蜿蜒而行，經中庄、頂內寮聚落後轉東北再轉東北東，經三崙尾聚落後轉東北於本地區北部邊界東側出境，可前往赤水地區東南部出林虎聚落東郊並止於鄉道36線路口。

## 學校
- 弓鞋國小